# Sceloporus subniger
Sceloporus subniger este o specie de șopârle din genul Sceloporus, familia Phrynosomatidae, descrisă de Poglayen și Smith 1958. Conform Catalogue of Life specia Sceloporus subniger nu are subspecii cunoscute.